# Área de la Bahía de Tampa
El área de la bahía de Tampa,  y oficialmente como área estadística metropolitana de Tampa-St. Petersburg-Clearwater  por la Oficina de Administración y Presupuesto, es un área estadística metropolitana centrada en la ciudad de Tampa, en el estado estadounidense de Florida. El área metropolitana tenía una población en el censo de 2010 de 4.956,1273 habitantes, convirtiéndola en la 19.º área metropolitana más poblada de los Estados Unidos, y en enero de 2017 superaba ligeramente los 5 millones. El área de la bahía de Tampa comprende los condados de Hernando, Hillsborough, Pasco y Pinellas, siendo Tampa la ciudad más poblada.

## Demografía
Según el censo de 2010, había 3.2 millones personas residiendo en el área metropolitana. La densidad de población era de 420,68 hab./km². De los 5 millones habitantes del área metropolitana, 1.193.411 eran blancos, 929.334 eran afroamericano, 9.930 eran amerindios, 80.879 eran asiático, 2.079 eran isleños del Pacífico, 94.965 eran de otras razas y 72.645 pertenecían a dos o más razas. Del total de la población 1.952.208 eran hispanos o latinos de cualquier raza.

## Principales ciudades del área metropolitana

### Principales ciudades
- Clearwater
- St. Petersburg
- Tampa

### Entre 50,000 y 100,000 habitantes
- Brandon (no incorporada)
- Largo
- Palm Harbor (no incorporada)
- Spring Hill (no incorporada)
- Town 'n' Country (no incorporada)

### Entre 10,000 y 50,000 habitantes
- Bayonet Point (no incorporada)
- Bloomingdale (no incorporada)
- Citrus Park (no incorporada)
- Dunedin
- Egypt Lake-Leto (no incorporada)
- East Lake (no incorporada)
- Elfers (no incorporada)
- Greater Carrollwood (no incorporada)
- Gulfport
- Holiday
- Hudson (no incorporada)
- Jasmine Estates (no incorporada)
- Keystone (no incorporada)
- Lake Magdalene (no incorporada)
- Land O' Lakes (no incorporada)
- Lealman (no incorporada)
- Lutz (no incorporada)
- New Port Richey
- Greater Northdale (no incorporada)
- Oldsmar
- Palm River-Clair Mel (no incorporada)
- Pinellas Park
- Plant City
- Riverview (no incorporada)
- Safety Harbor
- Seminole
- Greater Sun Center (no incorporada)
- Tarpon Springs
- Temple Terrace
- University (no incorporada)
- Westchase (no incorporada)
- Zephyrhills